# Kazimierz Szczepański (sadownik)
Kazimierz Szczepański (ur. 15 maja 1915 w miejscowości Wronowo, powiat makowski, zm. 27 marca 1997 w Skierniewicach) – wieloletni pracownik Instytutu Sadownictwa w Skierniewicach, profesor Szkoły Głównej Gospodarstwa Wiejskiego w Warszawie, członek Polskiego Związku Niewidomych, pierwszy polski niewidomy profesor.

## Życiorys
Urodził się w mazowieckiej wsi Wronowo, jako drugie dziecko z siedmiorga rodzeństwa. Po ukończeniu szkoły powszechnej, rozpoczął naukę w Gimnazjum im. Piotra Skargi w Pułtusku. Aby pokryć koszty nauki rodzice sprzedali część posiadanej ziemi. Już w trakcie nauki udzielał korepetycji z matematyki, aby utrzymać się w szkole. Maturę zdał w 1936 roku, a następnie rozpoczął studia na Wydziale Mechanicznym Politechniki Warszawskiej. Na studiach utrzymywał się ze stypendium naukowego. Studia przerwał po wybuchu II wojny światowej.
W trakcie wojny, w 1940 roku, rodzina została przesiedlona przez Niemców w okolice wsi Lipce Reymontowskie. Kazimierz rozpoczął tam pracę zarobkową, aby pomóc rodzinie. W trakcie wojny nawiązał współpracę z Armią Krajową oraz z Batalionami Chłopskimi. Prowadził tajne nauczanie matematyki na poziomie szkoły podstawowej i szkoły średniej.
Po zakończeniu wojny rodzina powróciła w rodzinne strony, a Kazimierz postanowił dokończyć studia. Ostatecznie w 1947 roku rozpoczął naukę na Wydziale Ogrodniczym SGGW w Warszawie. Po zakończeniu studiów, w 1951 roku rozpoczął pracę na SGGW jako asystent, a potem jako adiunkt. Zajmował się głównie zadaniami dydaktycznymi aż do 1956 roku. W 1954 roku rozpoczął pracę w powstałym niedawno Instytucie Sadownictwa w Skierniewicach.
W 1951 roku zaczął tracić wzrok w wyniku gruźlicy siatkówki. W 1957 roku był już całkowicie niewidomy. Przez chorobę zrezygnował z pracy na uczelni i popadł w depresję. Dzięki namowom Szczepana Pieniążka, dyrektora Instytutu Sadownictwa, powrócił jednak do pracy zawodowej w Instytucie. Podczas pracy w Instytucie stworzył od podstaw Pracownię Metodyki Doświadczeń i Statystyki, którą kierował przez wiele lat. W samym Instytucie pracował aż do śmierci.
W 1964 roku obronił pracę doktorską na Wydziale Ogrodniczym SGGW. W 1971 roku obronił pracę habilitacyjną. W 1978 roku otrzymał tytułu profesora nadzwyczajnego w zakresie nauk rolniczych. W 1985 roku otrzymał tytuł profesora zwyczajnego. W ten sposób został pierwszym, polskim, niewidomym profesorem.
Opublikował ponad 60 prac naukowych. Był konsultantem i recenzentem prac magisterskich, doktorskich i habilitacyjnych. Podsumowaniem jego dorobku kilkudziesięciu lat pracy było wydanie podręcznika Metodyka badań sadowniczych przeznaczonego dla pracowników naukowych uczelni i instytucji sadowniczych oraz dla studentów wydziałów ogrodniczych.
Przez wiele lat był aktywnym członkiem Polskiego Związku Niewidomych, gdzie był przewodniczącym Głównej Komisji Rewizyjnej, a następnie członkiem Rady Naukowej.
Odznaczony został m.in. Krzyżem Srebrnym Virtuti Militari V Klasy za działalność w trakcie II wojny światowej, Medalem Komisji Edukacji Narodowej za pracę nauczycielską i oświatową oraz Srebrnym Krzyżem Zasługi za działalność społeczną na rzecz niewidomych.
Był żonaty z Danutą Zofią, z którą miał syna Adama.
Zmarł 27 marca 1997 roku w Skierniewicach w wyniku powikłań po grypie. Został pochowany na Cmentarzu Św. Józefa w Skierniewicach.